# Kościół św. Jadwigi w Strzegomiu
Kościół świętej Jadwigi – rzymskokatolicki kościół pomocniczy należący do parafii Świętych Apostołów Piotra i Pawła w Strzegomiu.
Świątynia była wzmiankowana już w 1372 roku jako kaplica szpitalna. Do obecnego kształtu została przebudowana w 1460 roku. Od 1819 roku pełniła funkcję kaplicy pogrzebowej, ponieważ wokół niej został urządzony nowy cmentarz miejski. Kościół posiada jedna nawę, dwa przęsła oraz wyodrębnione pięcioboczne prezbiterium. Sakramentarium zostało wykonane z piaskowca, w stylu gotyckim w drugiej połowie XV wieku. Zworniki i wsporniki, zostały wykonane z piaskowca w stylu gotyckim w drugiej połowie XV wieku. 
Kościół jest orientowany. Jego prezbiterium nakryte jest sklepieniem krzyżowo-żebrowym w całości oskarpowanym. Ambona reprezentuje styl barokowy.